# جی‌تکت
جِی‌تکت یک شرکت ژاپنی است که در ژانویه سال ۲۰۰۶ با ادغام دو شرکت: شرکت Koyo Seiko و Toyoda Machine Works ایجاد شد.